# Ustrój polityczny Belgii
Królestwo Belgii jest monarchią parlamentarną dziedziczoną według zasady primogenitury. System uregulowała wielokrotnie nowelizowana (1893, 1919, 1970, 1980, 1988, 1993, 2001) konstytucja Belgii z 7 lutego 1831 roku.

## Król
Jest głową państwa (obecny Filip I), wygłasza orędzia i ma prawo inicjatywy ustawodawczej. Wszystkie wydawane przez niego akty (z wyjątkiem tych dotyczących domu panującego) muszą mieć kontrasygnatę odpowiedniego ministra. Desygnuje premiera według uznania (jednak musi być on członkiem zwycięskiej partii). Nadaje tytuły szlacheckie i ordery. Przyjmuje poselstwa zagraniczne i może dać weto absolutne (choć bardzo rzadko to robi) ustawom, które zostały uchwalone przez parlament. Jest też obecny na zebraniach rady ministrów, gdzie zamieszcza 2 swych doradców i desygnuje według uznania połowę wiceministrów. Może zdymisjonować rząd bez niczyjej zgody (jednak zważywszy na kruchą stabilizację w państwie i sytuację polityczną, tego nie robi). Ogłasza stan wojny i dowodzi armią. Zwołuje radę stanu (on, następca tronu, prezydent Senatu i prezydent Izby Reprezentantów). Przyznaje obywatelstwa oraz dysponuje prawem łaski.

## Premier
Stoi na czele rządu. Ma prawo inicjatywy ustawodawczej. Desygnowany przez panującego monarchę. Nominuje i odwołuje członków rządu (po zatwierdzeniu przez króla). Odpowiedzialny jest przed królem i parlamentem. Konstytucja nakazuje premierowi równy podział stanowisk ministerialnych między Walonów i Flamandów.

## Parlament
Składa się z dwóch izb:
- Izba Reprezentantów – (150 deputowanych)
- Senat – (71 senatorów) Senatorowie wybierani są na częściowo w wyborach ogólnych:
  - 25 – wybieranych bezpośrednio przez Niderlandzkie kolegium wyborcze,
  - 15 – wybieranych bezpośrednio przez Francuskie kolegium wyborcze,
- jak i desygnowanych przez rady prowincjonalne:
  - 10 – desygnowanych przez Radę Wspólnoty Flamandzkiej ze swojego grona,
  - 10 – desygnowanych przez Radę Wspólnoty Francuskiej ze swego grona,
  - 1 – desygnowany przez Radę Wspólnoty Niemieckiej ze swego grona,
  - 6 – desygnowanych przez niderlandzkie kolegium wyborcze,
  - 4 – desygnowanych przez francuskich senatorów.

Od referendum 1950 roku w Senacie zasiadają również dzieci panującego monarchy (od ukończenia 18 lat, choć pełne prawo głosu otrzymują w wieku 21 lat).

## Polityka samorządowa

Belgia dzieli się na trzy regiony autonomiczne:
- obujęzyczny (choć 90% mieszkańców posługuje się językiem francuskim) Region Stołeczny Brukseli (minister-prezydent: Charles Picqué)
- niderlandzkojęzyczna Flandria (stolica: Bruksela, minister-prezydent: Kris Peeters)
- francuskojęzyczna Walonia (stolica: Namur, minister-prezydent: Rudy Demotte).

Każdy region autonomiczny posiada swego ministra-prezydenta wybieranego przez lokalny parlament (radę regionalną). Na znak autonomii Flandria i Walonia mają własne flagi (flagę posiada również region stołeczny, flagi obok są pogrupowane w następującej kolejności (od góry): region stołeczny, Flandria i Walonia) oraz hymny narodowe (na oficjalnych zdarzeniach są one odgrywane po hymnie federalnym: Brabançonne w losowej kolejności):
- Flandria: De Vlaamse leeuw (Flamandzki lew)
- Walonia: Li Tchant des Walons (Pieśń Walońska).

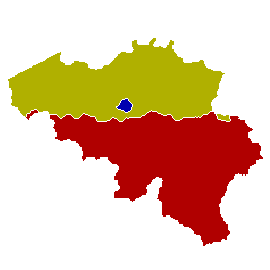
Regiony Belgii

Wspólnoty Belgii

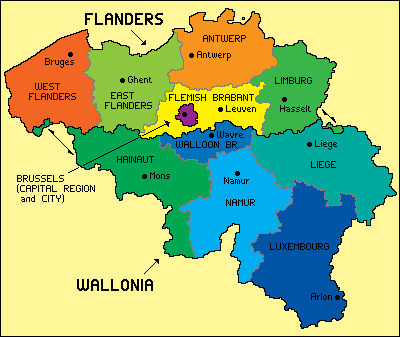
Regiony i prowincje Belgii

Oprócz tego Belgia jest podzielona na trzy wspólnoty językowe:
- francuska (Communauté Française),
- flamandzka (Vlaamse Gemeenschap),
- niemieckojęzyczna (Deutschsprachigen Gemeinschaft).

A także na cztery regiony językowe:
- region francuskojęzyczny (język waloński),
- region niderlandzkojęzyczny (język flamandzki),
- dwujęzyczny region Brukseli,
- region niemieckojęzyczny.

### Podział Flandrii i Walonii
- Flandria
  - Antwerpia – gubernator: Camille Paulus(inne języki),
  - Brabancja Flamandzka – gubernator: Lodewijk De Witte(inne języki),
  - Flandria Wschodnia – gubernator: André Denys(inne języki),
  - Flandria Zachodnia – gubernator: Paul Breyne(inne języki),
  - Limburgia – gubernator: Steve Stevaert,
- Walonia:
  - Brabancja Walońska – gubernator: Emmanuel Hendrickx(inne języki),
  - Hainaut – gubernator: Claude Durieux(inne języki),
  - Liège – gubernator: Michel Foret(inne języki),
  - Luksemburgia – gubernator: Bernard Caprasse(inne języki),
  - Namur – gubernator: Armand Dalem.

## Sądownictwo
Belgia posiada 4 rodzaje sądów cywilnych i karnych, są to:
- Sąd ustaw, przed który trafiają wszystkie ustawy.
- Sądy zwykłe, przed które trafiają wszystkie sprawy.
- Sądy apelacyjne, przed którym rozpatruje się apelacje.
- (niderlandzki: Hof van Cassatie, francuski: Cour de Cassation) Sądy kasacyjne, które mogą dokonać kasacji wyroku; jest to najwyższy sąd Królestwa.

Jeśli zaś chodzi o sądy administracyjne, to ich hierarchia wygląda tak:
- Królewski sąd administracyjny
  - Regionalny sąd administracyjny
    - Prowincjonalny sąd administracyjny
      - Zwykłe sądy administracyjne.

Sędziowie są mianowani przez monarchę i wydają wyroki w jego imieniu. Król posiada prawo łaski, z którego może skorzystać według uznania.
Sądownictwo jest niezależne od egzekutywy i legislatury. Nie ma sądu konstytucyjnego, zgodność ustaw z konstytucją może być podważona tylko przez króla.

## Partie polityczne
Historię partii politycznych w Belgii można podzielić na 4 etapy:
1. 1830–1893: okres konfrontacji monarchistów i liberałów.
2. 1893–1946: okres umiarkowanej wielopartyjności.
3. 1946–1965: okres dwupartyjności.
4. od 1965: okres ekstremalnego pluralizmu.

Belgijskie partie polityczne:
- Flamandzcy Liberałowie i Demokraci (Open Vlaamse liberale democraten, Open VLD)
- Flamandzka Partia Demokratyczno-Chrześcijańska (Christen-demokratisch en Vlaams, CD&V)
- Flamandzka Partia Ekologiczna (Groen!)
- Flamandzka Partia Socjalistyczna (Socialistische Partij anders, SP.a.)
- Frankofońska Partia Ekologiczna (Ecolo)
- Frankofońska Partia Socjalistyczna (Parti Socialiste, PS)
- Frankofońska Partia Społeczno-Chrześcijańska (Centre democrate-humaniste, CDH)
- Front Narodowy (Front national, FN)
- Interes Flamandzki (Vlaams Belang, VB)
- Komitet dla Dalszej Polityki (Comité voor een Andere Politiek / Comité pour une Autre Politique, CAP)
- Ruch Reformatorski (Mouvement Réformateur, MR)
- Spirit
- Vivant